# Thorictus shadensis
Thorictus shadensis es una especie de escarabajo de piel del género Thorictus, orden Coleoptera. Fue descrita por Háva & Abdel-Dayem en 2021.

## Descripción
Especie pequeña de color marrón. Mide 2,1 mm de longitud. Posee manchas amarillas, cabeza punteada, palpos y antenas marrones conformadas por 11 segmentos. Las patas también son marrones con manchas amarillas.

## Distribución y hábitat
Se distribuye por Arabia Saudita. Se ha encontrado a elevaciones que van desde los 1225 a 1563 m s. n. m., muy cerca de bosques de acacias y arbustos de nopal.